# 鈴川 (神奈川県)

国道246号神戸橋より上流側を撮影

鈴川（すずかわ）は、神奈川県伊勢原市と平塚市を流れる金目川水系の二級河川である。二級河川部分の延長は14.72km。

## 地理
神奈川県伊勢原市の丹沢山系、大山に源を発し南流。伊勢原市西部、平塚市中部を流れる。平塚市南原で渋田川を合わせた後、金目川に合流する。

## 支流
- 栗原川
- 大根川
- 板戸川
- 古川
- 渋田川

## 橋梁
上流から
- 真玉橋
- 西迎寺橋
- 千代見橋
- 猪股橋
- 阿夫利橋
- 開亀橋
- 良弁橋
- 愛宕橋
- 中央橋
- 加寿美橋
- 新玉橋
- 梅原橋（県道611号）
- 光月橋
- 諏訪裏橋
- 滝森橋
- 竜泉寺橋
- 大坪橋
- 竹の内橋
- 崖下橋
- 伯母様橋
- 三ノ宮橋

- 中谷戸橋
- 下谷戸橋
- 鈴川橋（東名高速道路）
- 鈴川橋（一般市道）
- 向原橋
- 神戸橋（国道246号線）
- 木下橋
- 大場田橋
- 観音河原橋
- 小田急小田原線鉄橋
- 柳橋
- 東橋
- 菖蒲橋
- 町屋橋
- 大畑橋（県道63号）
- 新大畑橋
- 舟橋
- 宮下橋
- 矢崎橋（国道271号側道）
- 一本橋（国道271号側道）
- 白髭人道橋
- 新白髭橋
- 岡崎大橋
- 東橋
- 新幹線
- 色氏橋
- 下之宮橋
- 玉川橋
- 平塚橋（県道62号）
- 平塚大橋